# Kalvarija (arhitektura)
Kalvarija u arhitekturi označuje uređenu uzvisinu s uređenim putem i postajama križnog puta koja završava trima križevima. Namijenjena je za posjećivanje i hodočašće u vrijeme korizme. 
Na četvrtu se korizmenu nedjelju na kalvariji okupljaju djeca, na petu korizmenu nedjelju djevojke i mladići, te na Cvjetnicu i na Veliki petak svi vjernici. Na Veliki petak na kalvarija je također mnoštvo vjernika, no ne kao na samo uskrsno jutro. Na Uskrs, kalvarija se otvara rano ujutro. Posjećuje ju mnoštvo vjernika. Poslije pohoda kalvariji odlazi se na misu u obližnju crkvu.